# Julien Jacquot
Pour les articles homonymes, voir Jacquot.
Pas d'image ? Cliquez ici

a Compétitions nationales et continentales officielles uniquement.

Dernière mise à jour le 2 décembre 2024.
Julien Jacquot, né le 18 mai 1982 à Dole, est un joueur professionnel de rugby à XV français. Il joue au poste de pilier (1,83 m pour 112 kg).

## Carrière
Formé au club du Grand Dole, Julien Jacquot commence sa carrière professionnelle avec le club voisin de l'US Oyonnax en Fédérale 1, puis en Pro D2.
Il rejoint la Section paloise en 2007. Il participe à l'accession de son club au Top 14 en 2015.
En 2017, il met un terme à sa carrière professionnelle et rejoint ensuite l'US Morlaàs en Fédérale 2 en tant qu'entraîneur-joueur. Sa dernière apparition en tant que joueur a lieu au terme de la saison 2021-2022. 

## Palmarès
- Champion de France de Pro D2 avec la Section paloise en 2015.
- Finaliste de Pro D2 avec la Section paloise en 2013.